# 혼족
혼족은 혼(자)이라는 글자와 공통된 생활양식을 지닌 사람들이라는 뜻의 족을 합쳐서 만든 신조어이다.

## 개요
1인 가구가 늘어나기 시작한 2010년대부터 사용되기 시작한 신조어로 새로운 생활양식의 사람들을 말한다. 혼족은 혼자 밥을 먹거나 여가생활과 쇼핑을 즐기며, 여행도 홀로 떠나는 등 혼자 활동하는 취미를 가졌거나 그런 성향이 강한 사람들을 일컫는 줄임말이다. 어쩔 수 없이 혼자 사는 "1인 가구"와는 상이한 개념이다.
혼족은 혼밥, 혼술, 혼놀 등으로 세부적으로 나뉜다. 혼밥은 혼자 밥을 먹는 행위이다. 타인의 시선을 의식하지 않고 혼자 밥을 먹는 것을 즐기고 1인 식당을 찾아다니며 스스로 만족감을 느낀다. 혼놀은 혼자있음에 외로움을 느끼지 않고 여가를 즐기고 혼자 노는 것에 익숙한 사람들을 일컫는 말이다. 혼술은 타인의 시선을 의식하지 않고 혼자 술집에서 술을 마시는 행위이다.

## 현황

#### 혼밥
혼밥문화에 대한 관심이 증가하면서 혼밥을 즐기는 사람들을 위한 1인 식당과 혼밥 레스토랑이 늘어나고 있다.
혼밥문화가 인기를 끌면서 단계별 혼밥난이도도 나타났다. 1단계는 편의점, 2단계는 학생식당, 3단계는 패스트푸드점, 4단계는 분식집, 5단계는 일반음식점, 6단계는 소문난 맛집, 7단계는 패밀리 레스토랑, 8단계는 고깃집과 횟집이 그것이다.
통계전문기업인 엠브레인의 통계자료에 따르면 혼밥을 하게 된 이유는 혼자 타 지역에 갈 일이 생겨서(36.8%), 사람들과 식사 시간을 맞추지 못해서(35.6%), 혼자 먹는게 편해서(23.8%)등으로 나타났다.

#### 혼놀
혼놀의 유형은 다양하다. 혼자 노래를 부르면서 놀 수 있는 1인전용 노래방이나 혼자 영화를 보는 혼영 등이 있다. 1인 전용 노래방(코인 노래방)은 부담없는 가격에 눈치를 보지 않고 마음껏 노래를 부를 수 있는 공간이다. 1인 가구가 늘어남에 따라 2016년도 신설된 노래방 중 동전노래방의 비중은 70%을 넘어섰다고 한다.
또 다른 유형으로는 '혼자영화보기' 가 있다. 혼자 좋은 자리를 선택하고 자기 입맛대로 간식을 먹을 수 있어 혼자영화를 보러가는이들이 점점 증가하고 있다. 통계자료에 따르면 혼자영화를 보는 이유는 몰입감 있는 관람을 위해(49%), 약속 잡는 과정이 귀찮고 복잡해서(48.2%), 혼자 보고싶은 영화가 있어서(38.8%)이다.

#### 혼술
식품의약품안전처에서 조사한 통계자료에 따르면 혼자 술을 마시는 사람들이 술을 먹는 장소는 자신의 집이(85.2%), 주점/호프(7.2%), 식당(5.2%)으로 나타났다.
술을 마시는 이유로는 편하게 마실 수 있어서(62.6%), 스트레스를 풀기 위해서(17.6%)로 나타났고 뒤로 시간내기가 귀찮아서, 유행을 따라서 등으로 나타났다.
혼술을 하는 빈도는 1달에 1~2회가 47.8%로 가장 많았고 다음으로 1주일에 1~2회가 30.4%, 1달에 3~4회가 10.1%, 1주일에 3~4회는 8.4%, 매일 마신다가 3.2%로 나타났다.

혼라이프
혼밥, 혼놀, 혼술, 혼영 등 혼자 하는 행위를 포괄적으로 하나의 생활양식으로 정의하여 표현하는 단어로 혼라이프가 존재한다. 
기존 혼(자)-과 라이프라는 단어를 결합한 신조어로서, 2019년 6월 현대자동차에서 출시한 소형 SUV, VENUE(베뉴) 출시 광고의 주요 키워드로 활용되어
대중매체를 통해 사람들에게 널리 전달되었다. 

## 원인

#### 사회적 영향

##### 관태기
관태기란 관계와 권태기를 합쳐 만들어진 신조어이다. 극심한 경쟁과 취업난·생활고 등으로 스트레스가 가중되면서 인간관계 자체를 포기하는 청년들이 늘고 있다. 관태기를 느끼고 있는 청년들은 불필요한 인간관계를 유지하기 위해 노력하는 것을 꺼려하고, 또한 새로운 관계의 필요성을 느끼지 못한다. 이러한 사람들은 가급적 사람이 많은 모임은 피하는 행동을 자주 한다. 관태기를 느끼는 사람들은 굳이 스트레스를 받으면서 인간관계를 유지할 필요가 없다고 생각한다.
대학생 전문잡지인 대학내일의 20대연구소에서 조사한 설문조사 '관태기를 겪고 있는 20대의 인간관계 인식 및 실태’에 따르면 ‘처음 만났거나 그리 친하지 않은 사람들과의 만남을 의도적으로 피한 적 있다(50.1%)’, ‘대화가 끊겼을 때 불안감을 느낀다(41.7%)’라고 응답했다. 관태기를 느끼는 청년들은 힘들게 사람들과의 관계를 유지하느니 차라리 혼자 지내는 것이 낫다고 말한다. 2010년 '혼술'의 언급량은 14회에 불과했지만 2016년에 5만 2178회로 급증했고, '혼밥' 역시 2010년 6회 언급되는 데 그칠 정도로 생소한 단어였지만 2016년에 6천여 회나 언급됐다. 이런 데이터로 알 수 있듯이 관태기를 느끼는 사람들이 증가하면서 혼술, 혼밥, 혼놀도 함께 증가하였다.

##### 1인가구의 증가
1인가구는 1인이 독립적으로 취사, 취침 등의 생계를 유지하는 가구를 말한다. 통계청에 따르면 1990년까지만 해도 1인가구가 전체 가구에서 차지하는 비중이 9%에 불과하였지만 2010년도에는 24%에 달했고 2020년도에는 30%까지 도달 할 것이라고 예상했다. 이유는 고령화와 저출산 추세가 이어지면서 전통적 의미의 가족관계가 급속도로 해체되고 있기 때문이다. 2015년 전국 1인 가구의 가구주 연령을 보면 39살 이하 비중이 36.9%로 가장 높고, 40~59살이 33.2%, 60살 이상은 30.0% 순이었다. 그러나 2045년에는 1인 가구 가운데 60살 이상 비중이 54%까지 치솟을 것으로 예상된다.
또한 대학생 10명 중 6명이 일상생활에서 혼자 생활하는 데 거부감이 없는 것으로 나타났다. 1인가구의 형태가 더 편하다는 반응들도 많았다. 결국 누군가와 사전에 조율하는 과정보다는 혼자 그 자체에서 만족감을 추구하는 이들이 점차 늘어가는 과정으로 해석된다.

#### 문화적 영향

###### 인식의변화
대한민국 통계청이 발간한 '한국의 사회동향 2015'에 의하면 15세 이상의 한국인 56.8%는 혼자 여가를 즐기는 걸 선호한다고 답했다. 반면 친구와 함께 여가를 보낸다는 응답자는 8.3%에 불과했다. 보통 혼놀족에 대해서 같이 놀아줄 친구가 없는 외톨이라는 편견이 따라다니지만 사교성이 좋아 친구가 많은 사람도 가끔 자발적으로 혼놀을 즐긴다. 친구들과 뭐할까, 언제 할까, 의견 맞추느라 스트레스 받는 것보다 내가 좋아하는 걸 혼자 하는 게 낫다.
과거에 비해 혼자 논다고 불쌍히 보는 시선이 없어진 영향도 크다. 실제 최근 한 취업 포털사이트가 20대 1277명에게 혼자 활동하는 것에 대한 거부감이 있는지를 묻자 74.7%가 '없다'고 대답했다. 20대 4명중 3명은 혼자만의 활동을 꺼리지 않는다는 의미다.

###### 미디어효과
1인 가구가 500만을 넘긴 시대가 되면서 혼자 사는 혼족들이 증가함에 따라 방송국 역시 혼족들의 마음을 충족시키기 위해 혼족을 전면으로 내세우면서도 색다른 포맷과 컨셉트의 예능이나 드라마들을 잇따라 론칭하고 있다. 대표적으로 나 혼자 산다, 혼술남녀, 미운 우리 새끼, 혼족어플 등이 있다. 화려한 연예인들의 소소한 일상이야기를 그려내며 혼족라이프를 즐기면서 일반인들과의 공감대를 형성하면서 인기를 끌고 있다.
나혼자 산다와 미운우리새끼의 경우에는 출연하는 배우들이 허탈할 정도로 별 내용이 없는 프로그램이다. 출연자들이 돌아가면서 혼자 사는 일상을 보여주는 게 전부다. 아침에 일어나서 밥해 먹고, 일정을 소화하고, 귀가해 쉬는 모습을 카메라가 관찰할 뿐이지만 이러한 모습이 시청자들의 공감을 끌어내어 인기를 끌고있다. 드라마 혼술남녀의 경우는 청춘들이 각자의 고충들을 해소하려고 혼술을 하는 모습을 담아내고 있다.  그 안에서 주인공들은 편의점에서 산 맥주를 마시거나 고급 레스토랑에서 즐기는 혼술을 보여주며 시청자들의 공감을 얻으며 인기를 끌었다.
자발적이든 비자발적이든 그동안 드라마에서 ‘1인 가구’를 소재로 이야기를 풀어나가는 방식의 밑바탕에는 외로움, 고독, 측은함 등을 깔려 있었다. 하지만, 일명 ‘왕따’나 ‘아웃사이더’처럼 혼자 사는 것에 대한 과거의 부정적인 인식이 점차 ‘자유로운’, ‘합리적인’으로 바뀌어가며 이미 하나의 사회문화로 자리매김했다. 때문에 ‘혼자 살아도 이렇게 잘 살 수 있다’고 이야기하는 ‘1인 가구’, ‘혼족’ 등을 겨냥한 프로그램은 앞으로 더욱 늘어날 전망이다.

## 결과

#### 1코노미(솔로 이코노미)
1인 가구의 증가로 가장 달라지고 있는 것은 소비문화, 이른바 ‘솔로 이코노미(solo economy)’의 등장이다. 솔로 이코노미의 가장 큰 특징은 왕성한 구매력이다. 대한상공회의소가 최근 전국의 20대 후반부터 40대 전반의 전국 500가구(1인 가구와 3~4인 가구 각 250명)를 대상으로 조사한 결과 월 가처분소득이 전체 수입에서 차지하는 비율은 1인 가구가 32.9%로 나타났다. 3~4인 가구의 17.2%에 비해 두 배 가까이나 높은 수치다.

국내에서는 솔로이코노미 전문 미디어 '데일리팝'이 솔로이코노미를 전문적으로 다루는 유일한 매체이다.
금액으로 봐도 1인 가구의 월 가처분소득은 80만 5000원으로 3~4인가구의 73만 5000원보다 많다. 가처분 소득은 소득 중에서 소비 및 저축 등에 자유롭게 쓸 수 있는 소득을 뜻한다. 이에 따라 전문가들은 1인 가구 관련 시장 규모가 2030년에는 약 200조원 가까이로 급성장할 것이라고 전망한다. 산업연구원이 국민의 소비지출 규모를 추정한 결과에 따르면 1인 가구 소비지출 규모는 2010년 60조 원에서 2020년 120조 원으로 늘어날 것으로 보인다. 대한상공회의소에 따르면 1인 가구의 소비 키워드는 ‘솔로(S·O·L·O)’로 꼽을 수 있다. 1인가구가 적극적으로 지출항목을 늘리려는 항목은 다음과 같다.
1. 자신을 위한 자기 지향성 소비다. 1인 가구는 혼자 있는 시간이 많기 때문에 가족에 대한 지출이 적고 취미 생활이나 자기 계발에 대한 지출을 아끼지 않는다.
2. 온라인 소비다. 1인 가구 소비자는 주로 ‘무겁거나 부피가 크고 구매 빈도가 잦은’ 생활필수품을 온라인으로 구매하는 소비 패턴을 갖고 있기 때문에 온라인 쇼핑몰들은 1인 가구에게 생수·물티슈 등을 정기적으로 배송해 주는 ‘정기 배송’ 서비스나 24시간 안에 무료로 배송해 주는 서비스 등을 제공하며 성장세를 보이고 있다.
3. 저가 지향성 소비다. 이는 할인 기간을 기다려 구매하는 것으로 가격대가 저렴하면서도 효율성을 추구하는 1인 가구의 특성이라고 할 수 있다.
4. 편리성 지향 소비다. 적은 양을 간편하게 소비하려는 1인 가구의 소비성향을 바탕으로 편의점은 연매출이 지속적으로 성장하고 있고 식품업계는 1인 가구를 겨냥한 가정 간편식을 쏟아내고 있다.
기업들의 HMR 시장 또한 치열하다. HMR 이란 ‘Home Meal Replacement’의 약자로 가정간편식이란 뜻이다. 구체적으로, 가정식사를 대체할 수 있고, 가정 외에서 판매되며, 완전하게 조리가 끝난 식품 또는 가열이 필요한 식품 형태로 구매하여 간단히 조리할 수 있는 음식이다. HMR에는 4가지 종류가 있다.
– RTP(Ready To Prepared)
'요리용 간편식'이라는 뜻으로 식재료를 요리하기 편하게 씻고 작게 나눈 제품이다.
– RTC(Ready To Cook)
‘조리용 간편식’이라는 뜻으로 간단히 조리 후 먹을 수 있는 음식이다.
– RTH(Ready to Heat)
‘반조리용 간편식’이라는 뜻으로 가열하여 바로 먹을 수 있는 음식이다.
– RTE(Ready to Eat)
‘즉석 간편식’이라는 뜻으로 포장제거 후 바로 먹을 수 있는 음식이다.
통계청은 추산 2025년 656만, 2035년 762만으로 1인 가구는 지속해서 증가할 것으로 예상한다. 여성의 경제 활동 비중과 맞벌이 가구 비중 역시 증가하여 HMR을 찾는 비중은 지속적으로 늘어날 것이고 과거에는 즉석식품은 비위생적이고 맛이 없다는 이미지가 많았지만 최근에는 ‘혜자 도시락, 백종원 도시락 등 가성비와 맛 위생 측면까지 모두 챙겨 소비자에 대한 인식이 개선되고 있다. 부족한 요리 시간과 1인 가구, 소비 트렌드로 인해 HMR 시장의 전망은 밝다고 판단된다.

##### 기업들의 맞춤전략(사업아이템)
1인 가구 증가가 대용량 중심에서 소용량·소포장 위주로 대형마트 상품·판매전략까지 바꿔놓고 있다. 대형마트는 보건복지부 1회 권장섭취량, 농업진흥청 요리정보, 해외사례 및 요리 전문가 의견을 수렴해 '1인분'에 대한 기준을 재정립한다. 즉, 1인 가구의 증가에 따라 혼밥, 혼술이 보편적인 문화로 자리매김하면서 식음료업계에서는 1인 가구를 겨냥해 제품의 크기를 줄이고 소포장해 출시하는 트렌드가 이어지고 있다. 작아지는 가족 규모에 맞춰 기존의 대용량 및 패밀리 사이즈 제품의 크기 및 용량을 줄여 실용적으로 즐길 수 있도록 한 것이다.
1인가구를 겨냥한 마케팅, 상품 개발 상황이 가장 활발한 시장은 역시 소비의 대부분을 차지하고 있는 식료, 요식 시장이다. 혼자 먹기에 딱 적절한 중용량 제품들과 2~3끼 정도 알맞게 먹을 수 있는 정도의 양을 가진 제품들이 출시되고 있다. 뿐만 아니라, 최근에 출시되는 제품들은 혼족 가구들을 배려한 양과 가격은 물론이고 제품의 품질 자체도 만족스러운 상태로 출시 중이다.
예를 들어 오리온은 기존 히트상품의 낱개 모양을 ‘한입 크기’로 조정하거나 한 사람이 먹기 좋은 양으로 새롭게 출시하는 식음료업계의 ‘리사이징(Resizing)’ 전략이 주목받고 있다. 오리온은 35년 만에 다이제의 사이즈를 줄인 ‘닥터유 다이제 미니’를 출시했다.  오리온의 인기 파이 제품인 ‘초코파이정(情)’, ‘초코파이情 바나나’, ‘후레쉬베리’의 편의점 전용 2개들이 패키지도 꾸준히 인기를 모으고 있다. 2개들이 패키지 제품은 한 번에 먹기 좋은 양으로 구성되어 있어 출근길 아침식사나 오후 간식으로 부담없이 즐길 수 있다. 빙그레는 지난해 투게더 출시 42년 만에 프리미엄 소용량 컵 제품인 ‘투게더 시그니처’를 선보인데 이어 최근에는 프랑스 프리미엄 크림치즈 브랜드인 ‘끼리(kiri)’를 넣은 ‘투게더 시그니처 끼리 크림치즈’를 출시했다. 기존 제품 대비 용량을 8분의1 로 줄인 것은 물론 원재료를 고급화하고 진한 맛을 강조해 1인 가구를 위한 디저트 콘셉트를 살린 것이 특징이다.
호텔업계 또한 1인가구를 겨냥한 마케팅이 치열하다. 서울 웨스틴조선호텔의 베이커리숍 조선델리는 1인을 위한 제품을 별도로 구성했다. 보통 1인용 베이커리는 기존 제품을 조각으로 나눠 소포장하여 판매한다. 혼자 먹더라도 제대로 즐기고 싶어 하는 '혼족'의 심리를 간파한 것이다. 혼족을 위한 패키지를 출시하는 호텔들도 속속 등장하고 있다. 혼자만의 온전한 휴식에 집중할 수 있도록 기존 객실 패키지보다 합리적인 가격에 선보이는 상품이다. '혼족' 남성들을 위한 '옴므 스타일' 패키지를 운영한다. 스탠더드 객실 1박, 조식 뷔페 1인, 사우나 1인 이용권 제공이 포함된다.
가전제품업계 시장에서도 1인가구 실속형 제품이 인기를 끌고 있다. ‘혼족’들은 대체로 원룸 등에 혼사 사는 경우가 많아 적은 공간에 넣기 좋으면서 편의 기능이 장착된 제품을 선호한다. 일반 가정에 비해 빨래 양이 상대적으로 적은 혼족들의 경우, 빨래를 자주 돌리기엔 전기료가 부담스럽고 또 한 번에 모아 돌리자니 꿉꿉함이 온 집안에 퍼져 고민이었던 것이다. 이에 LG전자의 ‘꼬망스’는 속옷이나 양말 등 적은 양의 빨래를 자주 돌려야 하는 혼족들에게 유용한 미니 드럼 세탁기를 선보였다. 특히 꼬망스는 ‘스피드 코스’ 이용 시, 17분 만에 세탁·헹굼·탈수까지 가능해 혼자 사는 직장인들에게 인기를 얻고 있다. 신일산업의 소형 ‘전기밥솥(SCJ-200S)’은 콤팩트한 사이즈가 돋보이는 1인용 미니 밥솥이다. '혼족'을 겨냥한 대표 주방가전 제품으로 밥 짓기에 꼭 필요한 취사, 보온 기능만을 탑재해 1인분 기준으로 15분 만에 쾌속 취사가 가능하다. 최근 1인 가구 트렌드가 더욱 확산됨에 따라 어느영역에서든 1인 가구를 겨냥한 상품 개발을 늘리는 추세이다.

## 전망
통계청에 따르면 2017년 이후 1인가구의 수가 계속해 늘어나 9년 후면 전국에서 1인가구의 비중이 가장 많을 것으로 예상하고 있고 2045년이 되면 809만 가구로서 전체의 36.3%에 달할 것으로 전망했다.
한국경제신문에서 출간한 2018 대한민국 트렌드에서는 계속해서 혼밥, 혼술문화가 계속해 증가하고 진화할 것으로 예상하고 있다. 또한 1인가구를 뛰어넘어 '1인체제'라는 용어를 사용하면서 중요성이 커진다는 것을 보여주고있다. 솔로 이코노미의 성장과 함께 YOLO라는 '자신이 가치를 두는 소비에 과감히 소비하겠다'는 트렌드와 만나서 더욱 성장할 것으로 예측했다. 엠브레인이 조사한 자료에 따르면 2009년 14%였던 ‘커피 전문점에 혼자 간다’는 사람의 비율이 올해 30%로 늘었다. 혼밥을 경험한 사람은 10명 중 7명에 달한다. 또 응답자의 74%가 1인식당을 이용할 의사가 있다고 답했다. 연령별로 혼밥을 경험할 의향이 있는 사람들의 비율은 10대가 46.5%, 20대가 80%, 30대가 79%, 40대가 68.5%, 50대 이상이 68.5%로 나타났다.